# Agritubel
Agritubel foi uma equipa ciclista profissional francês que se fundou em 2004. A partir da temporada de 2005 a equipa passou a ser profissional, desaparecendo ao finalizar a temporada de 2009.

## História
Desde a sua fundação estava patrocinado pela empresa francesa de equipamento agrícola Agritubel.
Era uma equipa era categoria Profissional Continental, por isso podia participar em algumas provas importantes, como o Tour de France, no que tomou parte ininterruptamente desde 2006.
A maior parte de vitórias da equipa têm sido conseguidas em carreiras menores do panorama ciclista francês. No entanto, os maiores sucessos da formação levaram-se a cabo na prova mais importante do mundo, o Tour de France:
- Em 2006, o espanhol Juan Miguel Mercado impôs-se na 10ª etapa, com final em Pau, circunstância que ademais lhe permitiu vestir o maillot de topos vermelhos da general da montanha durante uma jornada.
- Em 2008, o francês Romain Feillu conseguiu, graças a uma longa escapada na terceira etapa, na que se impôs seu compatriota Samuel Dumoulin, se vestir com o maillot amarelo de líder durante uma jornada.
- Em 2009, o francês Brice Feillu graças a uma longa escapada na sétima etapa, conseguiu uma vitória de etapa chegando em solitário à meta situada em Ordino-Arcalís, em Andorra.

Além destes lucros, a principal vitória conseguida pela equipa foi o Campeonato da França em Estrada conseguido por Nicolas Vogondy no ano 2008.
A equipa desapareceu ao termo da temporada de 2009, sendo a sua última carreira a Paris-Tours, a 11 de outubro. A equipa despediu-se sendo campeão por equipas do UCI Europe Tour de 2008-2009 e do estreado nesse ano PCT Biological passport (classificação de equipas Continentais Profissionais com passaporte biológico).

## Corredor melhor classificado nas Grandes Voltas
| Ano  | Giro d'Italia | Tour de France      | Volta a Espanha |
| ---- | ------------- | ------------------- | --------------- |
| 2005 | -             | -                   | -               |
| 2006 | -             | 39.º Benoît Salmon  | -               |
| 2007 | -             | 39.º Moisés Donas   | -               |
| 2008 | -             | 39.º Eduard Gonzalo | -               |
| 2009 | -             | 25.º Brice Feillu   | -               |

## Material ciclista
Na sua estreia como equipa profissional, em 2005, utilizou bicicletas Gir's. Depois de utilizar bicicletas MBK (2006-2007), as suas duas últimas temporadas realizou-as com a marca Kuota.

## Classificações UCI
A equipa Agritubel tem participado desde o seu passo a profissionais no Circuito Continental, registado dentro do UCI Europe Tour. Estando nas classificações do UCI Europe Tour Ranking, UCI America Tour Ranking, bem como na global das equipas Profissionais Continentais aderidos ao passaporte biológico criada no 2009 PCT Biological passport. As classificações da equipa e do seu ciclista mais destacado são as seguintes (excepto na PCT Biological passport que só é classificação de equipas):
| Ano                            | Classificação por equipas | Melhor corredor              |
| 2005 (Europe Tour)             | 18º                       | Linas Balciunas (69º)        |
| 2005-2006 (Europe Tour)        | 21º                       | José Alberto Martínez (46º)  |
| 2006-2007 (America Tour)       | 37º                       | José Alberto Martínez (315º) |
| 2006-2007 (Europe Tour)        | 27º                       | Romain Feillu (6º)           |
| 2007-2008 (Europe Tour)        | 4º                        | Nicolas Vogondy (20º)        |
| 2008-2009 (Europe Tour)        | 1º                        | Romain Feillu (4º)           |
| 2009 (PCT Biological passport) | 1º                        | -                            |

Depois de discrepâncias entre a UCI e os organizadores das Grandes Voltas, em 2009 teve-se que refundar o UCI Pro Tour numa nova estrutura chamada UCI World Ranking, formada por carreiras do UCI World Calendar; a equipa seguiu sendo de categoria Profissional Continental mas teve direito a entrar nesse ranking por aderir ao passaporte biológico.
| Ano  | Classificação por equipas | Melhor corredor     |
| 2009 | 25º                       | Brice Feillu (117º) |

## Palmarés destacado
Para anos anteriores, veja-se Palmarés da Agritubel

### Grandes Voltas
- Tour de France
  - 2006: 1 etapa (Juan Miguel Mercado)
  - 2009: 1 etapa (Brice Feillu)

### Outras carreiras
- Volta à Grã-Bretanha
  - 2007: (Romain Feillu)
  - 2008: (Geoffroy Lequatre)

## Principais corredores
Para anos anteriores, veja-se Elencos da Agritubel
- Brice Feillu
- Romain Feillu
- Juan Miguel Mercado
- Mikel Gaztañaga
- Anthony Ravard
- Nicolas Vogondy
- Christophe Moreau
- David Le Lay
- Geoffroy Lequatre